# Burgum
Burgum (en neerlandés y oficialmente hasta 1989, Bergum) es la capital del municipio neerlandés de Tytsjerksteradiel, en la provincia de Frisia. El 1 de diciembre de 2009, la villa contaba con 10 083 habitantes. En sus proximidades se encuentra el Bergumermeer o lago de Bergum.
En 1748 fue una de las primeras localidades en sumarse al motín campesino conocido como el «pachtersoproer», alzamiento de protesta contra el sistema impositivo del gobierno republicano.
La localidad cuenta con un museo y observatorio astronómico regional, el Streekmuseum Volkssterrenwacht Burgum, y con una iglesia dedicada a la Cruz, Kruiskerk, aunque originalmente lo estuvo a San Martín, cuya construcción se inició en el siglo XII y continuó en el XIII con la construcción de la torre campanario.
En Burgum murió hacia 1604 el pintor Adriaen van Cronenburch.

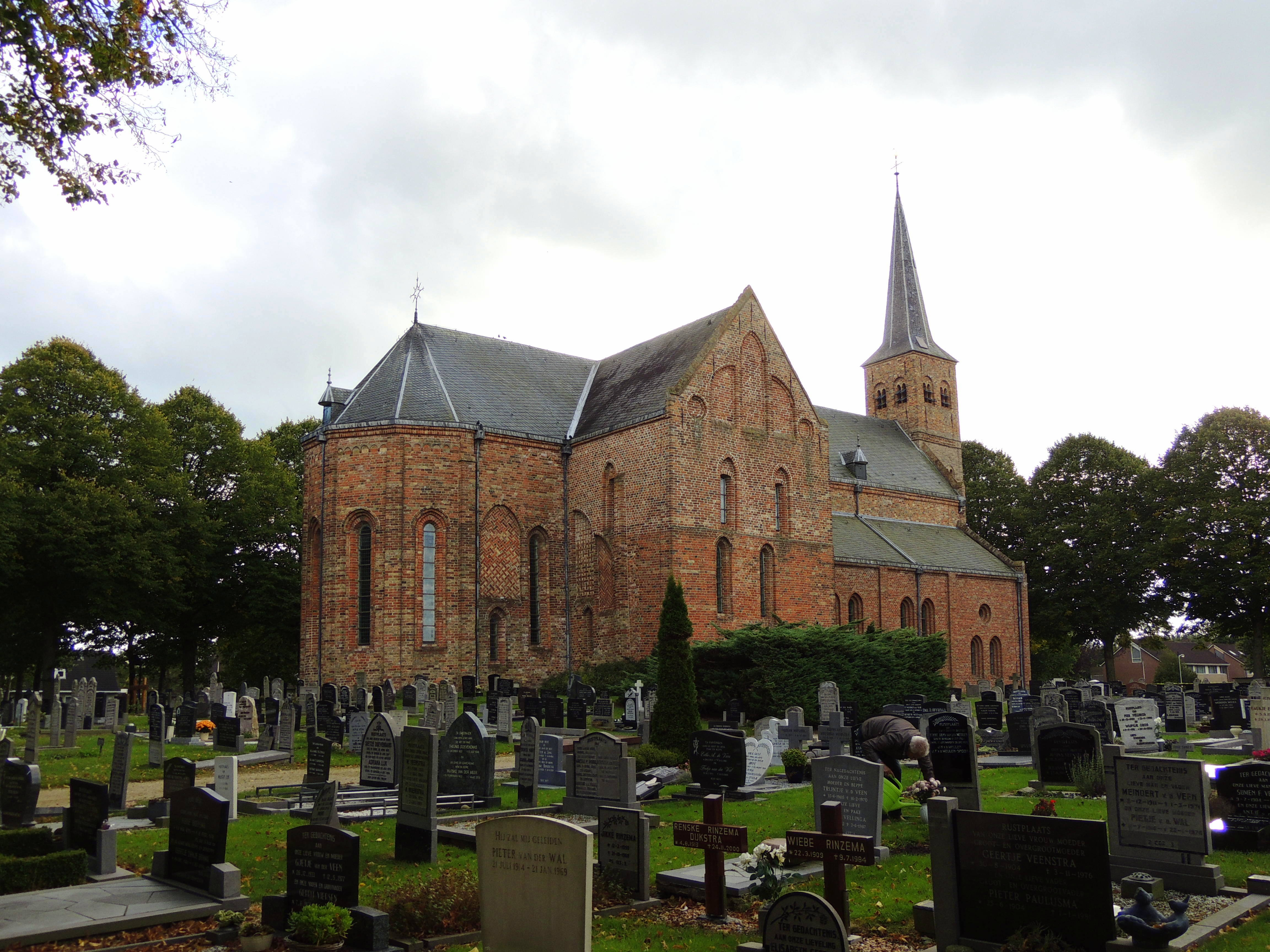
Kruiskerk